# Ееро Берг
Ееро Берг  (фін. Eero Berg, 17 лютого 1898 — 14 липня 1969) — фінський легкоатлет, олімпійський чемпіон.

## Виступи на Олімпіадах
| Олімпіада  | Дисципліна           | Місце  |
| ---------- | -------------------- | ------ |
| Париж 1924 | біг на 10 000 метрів | 3      |
| Париж 1924 | крос, особисті       | участь |
| Париж 1924 | крос, командні       | 1      |